# 安心橋
安心橋，為臺灣新北市新店區安坑輕軌的橋樑，橫越十四張站與新和國小站之間的新店溪，長度502公尺，單一跨徑最長225公尺，是用三跨連續不對稱的斜張橋建構而成，也是全國最大的鐵道橋。安心橋為安坑輕軌最重要的工程段，2020年9月16日全橋合龍作業，與安坑輕軌於2023年2月10日通車。

## 附近設施
- 安坑輕軌環狀線十四張站